# Terdege
Terdege is een Nederlands christelijk familieblad dat tweewekelijks verschijnt. Het blad had in 2006 een oplage van circa 32.000 exemplaren. Het blad werd in 1983 opgericht als een degelijk gezinsblad voor bevindelijk gereformeerden in Nederland. Het initiatief tot de oprichting was genomen door het Reformatorisch Dagblad. Het tijdschrift wordt geëxploiteerd door de Erdee Media Groep.
Bij het tijdschrift wordt een magazine speciaal voor kinderen met de titel "Kits" verspreid. Voorheen heette dit boekje "Terdege Junior". In deze bijlage op A5-formaat bevinden zich onder meer spelletjes en verhaaltjes. Het magazine heeft elke publicatie een bepaald thema. Elke zaterdag wordt in een van de weekendkaterns in het Reformatorisch Dagblad enkele pagina's aan het magazine gewijd.
Een grote concurrent van het tijdschrift is het (qua abonnees) iets kleinere, maar veel langer bestaande blad Gezinsgids.

## Oplage
| Jaar | Betaalde gerichte oplage | Totaal verspreide oplage |       |
| ---- | ------------------------ | ------------------------ | ----- |
| 2007 | 29.555                   | 30.355                   | [ 1 ] |
| 2011 | 25.652                   | 26.723                   | [ 2 ] |
| 2012 | 24.535                   | 27.303                   | [ 3 ] |
| 2022 | 18.455                   | 19.102                   |       |